# Derivált

A derivált a függvénygörbe érintőjének meredeksége, azaz az érintő x tengellyel bezárt szögének tangense. Minél jobban nő a függvény egy adott szakaszon, annál nagyobb a derivált.

A matematikában a derivált (vagy differenciálhányados) a matematikai analízis egyik legalapvetőbb fogalma. A derivált lényegében annak a mértéke, hogy egy egyváltozós valós függvény görbéjéhez rajzolt érintője milyen meredek. Ez a geometriai jellegű fogalom szoros kapcsolatban van a függvény növekedésének elemzésével, a függvényvizsgálattal. A deriváltból következtethetünk a függvény
- menetére (azaz, hogy monoton növekvő vagy monoton fogyó-e),
- szélsőértékeire (lehet-e az adott pontban maximuma vagy minimuma),
- grafikonjának görbületére (konvex vagy konkáv-e a függvénygörbe)
- a növekedés mértékére (gyorsan változik-e a függvény vagy lassan)
- a függvény közelítő értékére, lineárissal történő közelíthetőségére.

A derivált fogalma a 16. és a 17. században fejlődött ki, geometriai és mechanikai problémák megoldása során. Azóta a differenciálszámítás a matematika nagyon jól feldolgozott témaköre, alkalmazása számos tudományban nélkülözhetetlen. Szigorú matematikai fogalomként csak a függvények differenciálhatóságának fogalmával együtt tárgyalható, de szemléletes tartalma enélkül is megérthető.

## Pontos definíció és jelölések
Legyen f egyváltozós valós függvény, x0 az értelmezési tartományának egy belső pontja. Ekkor az f függvény x0-beli deriváltján vagy differenciálhányadosán a
{\displaystyle \lim \limits _{x\to x_{0}}{\frac {f(x)-f(x_{0})}{x-x_{0}}}}
határértéket értjük, ha ez létezik és véges (azaz valós szám).
Mivel a határérték egyértelmű, ha egyáltalán létezik, ugyanígy a derivált is egyértelmű.
A fenti határérték, azaz a derivált jele:
{\displaystyle f'(x_{0})\,}, vagy {\displaystyle {\frac {df(x_{0})}{dx}}}, vagy {\displaystyle \left.{\frac {df}{dx}}\right|_{x=x_{0}}}
Az első a Lagrange-féle jelölés, ő használta először a „derivált” kifejezést. A második a Leibniz-féle, ő differenciálhányadosnak nevezte (később Hamilton differenciálkoefficiensként említi). Newton a deriváltat ponttal jelölte: {\displaystyle \scriptstyle {\dot {v}}} és fluxiónak nevezte.
Rögzített x esetén az
{\displaystyle {\frac {f(x)-f(x_{0})}{x-x_{0}}}}
hányadost differenciahányadosnak vagy különbségi hányadosnak szokás nevezni. Ezután a derivált definiálható úgy is, mint a különbségi hányados {\displaystyle x\to x_{0}} melletti határértéke.
A jobb oldali derivált akkor létezik, ha a {\displaystyle \lim \limits _{x\to x_{0}+0}{\frac {f(x)-f(x_{0})}{x-x_{0}}}=\lim \limits _{h\to 0+0}{\frac {f(x_{0}+h)-f(x_{0})}{h}}} határérték létezik és véges.
A bal oldali derivált akkor létezik, ha a {\displaystyle \lim \limits _{x\to x_{0}-0}{\frac {f(x)-f(x_{0})}{x-x_{0}}}=\lim \limits _{h\to 0-0}{\frac {f(x_{0}+h)-f(x_{0})}{h}}} határérték létezik és véges.

## Magyarázat
Az x pontbeli differenciálhányados a fenti definícióval ekvivalens módon felírható a következőképpen is:
{\displaystyle \lim \limits _{h\to 0}{\frac {f(x+h)-f(x)}{h}}} illetve {\displaystyle \lim \limits _{\Delta x\to 0}{\frac {f(x+\Delta x)-f(x)}{\Delta x}}}
h-t, illetve Δx-et a független változó növekményének, míg f(x+h) – f(x)-et, illetve f(x+Δx) – f(x) -et a függvény vagy a függő változó növekményének nevezzük. Ez az írásmód a következő szemléletes értelmezésekkel kapcsolatos.

### Mechanikai értelmezés
A vizsgált függvényt egy mozgó test s(t) út-idő összefüggésének tekintve, t időpontra és Δt időtartamra a következőképp írható fel a különbségi hányados:
{\displaystyle {\frac {s(t+\Delta t)-s(t)}{\Delta t}}\,}
A számlálóban a megtett út, a nevezőben az út megtételéhez szükséges idő áll, így a hányados a test [t, t + Δt] időintervallumban számított átlagsebességét adja. Ha „egyre kisebb” Δt időtartamokra számoljuk ki ezt a hányadost, például 0,01, 0,001, … másodpercre (a lényeg, hogy 0-hoz tartunk), akkor a hányados értéke egyre kevésbé változik, és egyre inkább csak a t időpontra jellemző sebességadatot, a pillanatnyi sebességet adja:
{\displaystyle v(t)=\lim \limits _{\Delta t\to 0}{\frac {s(t+\Delta t)-s(t)}{\Delta t}}\,={\dot {s}}(t)}
Az {\displaystyle \scriptstyle {{\dot {s}}(t)}} pontozott jelölést Newton óta a t változótól függő függvények deriváltjának jelölésére alkalmazzák.
Newton a differenciálszámítást a mechanika alaptörvényeinek felállítására alkalmazta, így ebben a tudományban nagyon sok fogalom feltételezi a deriválás eszközét.

### Geometriai értelmezés
Legyen {\displaystyle f} egyváltozós valós differenciálható függvény, {\displaystyle x} és {\displaystyle x_{0}} egy-egy szám az értelmezési tartományból. A képüket jelölje {\displaystyle f(x)=y} és {\displaystyle f(x_{0})=y_{0}}. Ekkor a koordinátasíkon az {\displaystyle (x;y)} és {\displaystyle (x_{0};y_{0})} pontokat összekötő egyenes a függvénygrafikon egy szelője. A szelő meredeksége éppen az {\displaystyle {\frac {f(x)-f(x_{0})}{x-x_{0}}}} differenciahányados. Ha {\displaystyle x} tart {\displaystyle x_{0}}-hoz, a szelők az érintőhöz, a differenciahányados pedig az {\displaystyle x_{0}} -beli differenciálhányadoshoz tart. Tehát a függvény {\displaystyle x_{0}}-beli differenciálhányadosa a függvénygrafikon {\displaystyle x_{0}}-beli érintőjének meredekségét adja meg.

## Kiszámítása
Egyszerűbb, például algebrai függvények esetén a deriváltat a függvény értelmezési tartományának minden pontjában „egyszerre” (azaz függvényként), nehézség nélkül megadhatjuk. Például legyen a deriválandó függvény:
{\displaystyle f:\mathbb {R} \rightarrow \mathbb {R} ;x\mapsto x^{3}}
A különbségi hányados tetszőleges x pontban és tetszőleges Δx-re:
{\displaystyle {\frac {f(x+\Delta x)-f(x)}{\Delta x}}={\frac {(x+\Delta x)^{3}-x^{3}}{\Delta x}}=}
{\displaystyle ={\frac {(x^{3}+3x^{2}\Delta x+3x(\Delta x)^{2}+(\Delta x)^{3})-x^{3}}{\Delta x}}=}
{\displaystyle ={\frac {3x^{2}\Delta x+3x(\Delta x)^{2}+(\Delta x)^{3}}{\Delta x}}}
Vagyis a derivált:
{\displaystyle f'(x)=\lim _{\Delta x\to 0}{\frac {3x^{2}\Delta x+3x(\Delta x)^{2}+(\Delta x)^{3}}{\Delta x}}}
A határérték-számítás miatt Δx ≠ 0, ezért lehet vele egyszerűsíteni:
{\displaystyle f'(x)=\lim _{\Delta x\to 0}{\frac {3x^{2}\Delta x+3x(\Delta x)^{2}+(\Delta x)^{3}}{\Delta x}}=\lim _{\Delta x\to 0}(3x^{2}+3x\cdot \Delta x+(\Delta x)^{2})}
A kifejezés Δx-re másodfokú. A polinomfüggvények folytonosságát felhasználva a határérték egyszerűen a Δx=0 behelyettesítéssel számolható.
Fontos, hogy magát a különbségi hányadost nem kell kiértékelnünk Δx=0 esetben, hiszen határérték-számítást végzünk, viszont a folytonosság miatt a már egyszerűsített kifejezésbe beírhatjuk Δx helyére a 0-t:
{\displaystyle f'(x)=3x^{2}+3x\cdot 0+0^{2}\,}
{\displaystyle f'(x)=3x^{2}\,}

## Elemi függvények deriváltjai
| Függvény neve                        | jele                                       | deriváltja                                                                         |
| ------------------------------------ | ------------------------------------------ | ---------------------------------------------------------------------------------- |
| konstans                             | {\displaystyle c\,}                        | {\displaystyle 0\,}                                                                |
| konstans szorzó                      | {\displaystyle c\cdot x\,}                 | {\displaystyle c\,}                                                                |
| konstans alap, függvény kitevő       | {\displaystyle a^{x}\,}                    | {\displaystyle a^{x}\cdot ln\|a\|}                                                 |
| hatvány                              | {\displaystyle x^{c}\,}                    | {\displaystyle c\cdot x^{c-1}\,}                                                   |
| exponenciális (e az Euler-féle szám) | {\displaystyle e^{x}\,}                    | {\displaystyle e^{x}\,}                                                            |
| természetes logaritmus               | {\displaystyle \operatorname {ln} \,x}     | {\displaystyle {\frac {1}{x}}\,}                                                   |
| logaritmus (a pozitív és nem 1)      | {\displaystyle \log _{a}x\,}               | {\displaystyle {\frac {1}{x\,\operatorname {ln} \,a}}={\frac {\log _{a}e}{x}}}     |
| Trigonometrikus függvények           |                                            |                                                                                    |
| szinusz                              | {\displaystyle \sin x\,}                   | {\displaystyle \cos x\,}                                                           |
| koszinusz                            | {\displaystyle \cos x\,}                   | {\displaystyle -\sin x\,}                                                          |
| tangens                              | {\displaystyle \operatorname {tg} \,x}     | {\displaystyle {\frac {1}{\cos ^{2}x}}=1+\operatorname {tg} ^{2}x}                 |
| kotangens                            | {\displaystyle \operatorname {ctg} \,x}    | {\displaystyle -{\frac {1}{\sin ^{2}x}}=-1-\operatorname {ctg} ^{2}x}              |
| Hiperbolikus függvények              |                                            |                                                                                    |
| hiperbolikus szinusz                 | {\displaystyle \operatorname {sh} \,x}     | {\displaystyle \operatorname {ch} \,x}                                             |
| hiperbolikus koszinusz               | {\displaystyle \operatorname {ch} \,x}     | {\displaystyle \operatorname {sh} \,x}                                             |
| hiperbolikus tangens                 | {\displaystyle \operatorname {th} \,x}     | {\displaystyle {\frac {1}{\operatorname {ch} ^{2}x}}=1-\operatorname {th} ^{2}x}   |
| hiperbolikus kotangens               | {\displaystyle \operatorname {cth} \,x}    | {\displaystyle -{\frac {1}{\operatorname {sh} ^{2}x}}=1-\operatorname {cth} ^{2}x} |
| Inverz trigonometrikus függvények    |                                            |                                                                                    |
| arkusz szinusz                       | {\displaystyle \operatorname {arcsin} \,x} | {\displaystyle {\frac {1}{\sqrt {1-x^{2}}}}}                                       |
| arkusz koszinusz                     | {\displaystyle \operatorname {arccos} \,x} | {\displaystyle -{\frac {1}{\sqrt {1-x^{2}}}}}                                      |
| arkusz tangens                       | {\displaystyle \operatorname {arctg} \,x}  | {\displaystyle {\frac {1}{1+x^{2}}}}                                               |
| arkusz kotangens                     | {\displaystyle \operatorname {arcctg} \,x} | {\displaystyle -{\frac {1}{1+x^{2}}}}                                              |
| Inverz hiperbolikus függvények       |                                            |                                                                                    |
| area hiperbolikus szinusz            | {\displaystyle \operatorname {arsh} \,x}   | {\displaystyle {\frac {1}{\sqrt {x^{2}+1}}}}                                       |
| area hiperbolikus koszinusz          | {\displaystyle \operatorname {arch} \,x}   | {\displaystyle {\frac {1}{\sqrt {x^{2}-1}}}}                                       |
| area hiperbolikus tangens            | {\displaystyle \operatorname {arth} \,x}   | {\displaystyle {\frac {1}{1-x^{2}}}}                                               |
| area hiperbolikus kotangens          | {\displaystyle \operatorname {arcth} \,x}  | {\displaystyle {\frac {1}{1-x^{2}}}}                                               |

## Műveletek deriváltjai
| Művelet                                                | Deriváltja |
| ------------------------------------------------------ | --- |
| {\displaystyle (c\cdot f(x))'}                         | {\displaystyle c\cdot f'(x)} |
| {\displaystyle (f(x)\pm g(x))'}                        | {\displaystyle f'(x)\pm g'(x)} |
| {\displaystyle (f(x)\cdot g(x))'}                      | {\displaystyle f'(x)g(x)+f(x)g'(x)} |
| {\displaystyle {\biggl (}{f(x) \over g(x)}{\biggr )}'} | {\displaystyle {f'(x)g(x)-f(x)g'(x) \over g^{2}(x)}} |
| {\displaystyle (f(g(x)))'}                             | {\displaystyle f'(g(x))\cdot g'(x)} |
| {\displaystyle ((f(x))^{g(x)})'}                       | {\displaystyle {\Bigl (}e^{\ln f(x)^{g(x)}}{\Bigr )}'={\Bigl (}e^{g(x)\ln f(x)}{\Bigr )}'=f(x)^{g(x)}{\Bigl (}g'(x)\ln f(x)+g(x){1 \over f(x)}f'(x){\Bigr )}} |